# Ardisia reflexiflora
Ardisia reflexiflora är en viveväxtart som beskrevs av Cyrus Longworth Lundell. Ardisia reflexiflora ingår i släktet Ardisia och familjen viveväxter. Inga underarter finns listade i Catalogue of Life.